# پیترو روتا
پیترو روتا (ایتالیایی: Pietro Ruta؛ زادهٔ ۶ اوت ۱۹۸۷) قایقران روئینگ اهل ایتالیا است.
وی در مسابقات کشوری و بین‌المللی در مجموع برندهٔ ۱ مدال برنز شده‌است.